# افسانه آفرینش قوم فون
در افسانه آفرینش جهان مربوط به قوم فون، ساکن کشورهای آفریقایی بنین و نیجریه، آمده‌است که از «نَنه بولوکو»، کهن‌ترین مادر جهان، دختر و پسری به‌نام «ماوُو» و «لیزا» زاده شدند. «ماوو» ماه و فرانروای غرب، و «لیزا» خورشید فرمانروای شرق شدند. «ماوو» به «لیزا» عشق ورزیدند و از این دوقلو هفت خدای دوقلو زاده شدند. (نزد «فون» های «داهومی» زمانی که خورشید و ماه می‌گیرند وقتی است که «ماوو» و «لیزا» به‌عشقبازی پرداخته‌اند)
آن‌گاه از دوقلوی آغازین دوقلوهای زمین و توفان و رعد و برق و آهن و دریا و شکارگر زاده شدند. دوقلوهای زمین فرمانروای زمین شدند و به‌زمین فروآمدند. دوقلوی توفان در آسمان ماندند تا فرماندهٔ تندر و برق و باران باشند. دوقلوهای آهن به‌زمین آمدند تا جنگل‌ها را پیراسته و زمین‌های کشاورزی را سامان دهند و سلاح و وسیله فراهم آورند.
دوقلوی دریا فرمانروای دریاها و ماهیان شدند. دوقلوی شکارگر فرمانروای بوته‌زاران و پرندگان و جنگل شدند. دوقلوهای دیگرِ ساکن میانهٔ آسمان و زمین و واسطه انسان و «ماوو» شدند. آنکو می‌تواند با خدایان سخن گوید و زبان خدایان و همهٔ باشندگان را می‌داند کاهن و پیشگو است و جز کاهن کسی را یارای این کار نیست.
در این افسانه با گذشت زمان تنها از «ماوو» یاد می‌شود و از زن یا مرد بودن او به‌سبب روی آوردن به یک‌خدایی سخنی نمی‌رود.